# Alexandra Bensaid
Pour les articles homonymes, voir Bensaïd.
Alexandra Bensaid, née le 28 juin 1973 à Marseille (Bouches-du-Rhône) est une journaliste française spécialisée dans les questions économiques et sociales sur France Inter. Elle devient éditorialiste économique à France Télévisions le 28 août 2018.

## Biographie
Alexandra Bensaid est née à Marseille. Elle étudie à l'université Columbia et à Sciences Po Paris, puis rejoint le Centre de formation des journalistes à Paris. Elle débute à France Info en 1997, puis travaille pour France Inter à partir de 1999. Elle anime depuis 2010 l'émission On n'arrête pas l'éco sur France Inter,.
En 2017, elle anime le débat final entre Benoît Hamon et Manuel Valls pour les primaires de gauche avec David Pujadas et Gilles Bouleau. Elle a également animé le débat des primaires de droite entre François Fillon et Alain Juppé.
En août 2018, elle succède à François Lenglet sur France 2 et intervient comme éditorialiste dans le journal de 20 heures sur les actualités économiques. Son premier éditorial est réalisé dans le journal de 20 heures d'Anne-Sophie Lapix.
De mars à fin mai 2019, elle coanime, avec Nicolas Demorand, Le 7/9 sur France Inter, après le retrait de Léa Salamé consécutif à l'annonce de la candidature de son compagnon Raphaël Glucksmann aux élections européennes en mai 2019. Elle la remplace aussi pour les deux dernières émissions de L'Émission politique sur France 2, en avril et mai,. 
Les vendredi 10 et samedi 11 juillet 2020, Alexandra Bensaïd présente l'émission "C dans l'air" sur France 5.

## Vie privée
Elle est mariée depuis 2011 à l'avocat Emmanuel Tricot.